# 데이비스둥근귀박쥐
데이비스둥근귀박쥐(Lophostoma evotis)는 주걱박쥐과(신세계잎코박쥐류)에 속하는 중앙아메리카 박쥐의 일종이다. 벨리즈와 과테말라, 온두라스 그리고 멕시코 남동부 지역에서 발견된다.